# Lutte aux Jeux olympiques d'été de 2008
Navigation
Athènes 2004 Londres 2012
Les épreuves de lutte aux Jeux olympiques d'été de 2008 se déroulent à Pékin, du 19 au 19 août 2008. Deux disciplines sont au programme, la lutte libre (7 catégories masculines et 4 féminines) et la lutte gréco-romaine (7 catégories masculines).

## Site des compétitions
Les épreuves se déroulent au Gymnase de l'Université de l'agriculture de Chine à Pékin.

## Épreuves au programme
| Catégories  | Lutte libre | Greco-romaine |
| ----------- | ----------- | ------------- |
| - de 55 kg  | ●           | ●             |
| - de 60 kg  | ●           | ●             |
| - de 66 kg  | ●           | ●             |
| - de 74 kg  | ●           | ●             |
| - de 84 kg  | ●           | ●             |
| - de 96 kg  | ●           | ●             |
| - de 120 kg | ●           | ●             |
| Total       | 7           | 7             |

| Catégories | Lutte libre |
| ---------- | ----------- |
| - de 48 kg | ●           |
| - de 55 kg | ●           |
| - de 63 kg | ●           |
| - de 72 kg | ●           |
| Total      | 4           |

## Qualification
Un pays ne peut engager qu'un athlète par catégorie de poids. Les quotas de qualifications des lutteurs aux Jeux olympiques d'été de 2008 sont déterminés comme suit :
| Compétition                                                   | Date                      | Lieu             | Greco-romaine Hommes                                                                                    | Libre Hommes                                                                                            | Libre Femmes                                                                                            |
| ------------------------------------------------------------- | ------------------------- | ---------------- | --- | --- | --- |
| Championnats du monde 2007 Liste des qualifiés                | 17-23 septembre 2007      | Bakou            | 8 premiers de chaque catégorie                                                                          | 8 premiers de chaque catégorie                                                                          | 8 premiers de chaque catégorie                                                                          |
| Championnats d'Afrique 2008                                   | 7-9 mars 2008             | Tunis            | Champion de chaque catégorie                                                                            | Champion de chaque catégorie                                                                            | Champion de chaque catégorie                                                                            |
| Championnats d'Asie 2008                                      | 18-23 mars 2008           | Jeju             | Champion de chaque catégorie                                                                            | Champion de chaque catégorie                                                                            | Champion de chaque catégorie                                                                            |
| Championnats d'Europe 2008                                    | 1-6 avril 2008            | Tampere          | Champion de chaque catégorie                                                                            | Champion de chaque catégorie                                                                            | Champion de chaque catégorie                                                                            |
| Jeu Panaméricains 2008                                        | 29 février au 2 mars 2008 | Colorado Springs | Champion de chaque catégorie                                                                            | Champion de chaque catégorie                                                                            | Champion de chaque catégorie                                                                            |
| Championnats d'Océanie 2008                                   | 8-10 février 2008         | Canberra         | 7 places seront attribuées par une commission spécialisée.                                              | 7 places seront attribuées par une commission spécialisée.                                              | 7 places seront attribuées par une commission spécialisée.                                              |
| 1er tournoi de qualification Olympique en Greco-Romaine       | 10-11 mai 2008            | Tunis            | 4 premiers de chaque catégorie                                                                          | | |
| 2e tournoi de qualification Olympique en Greco-Romaine        | 24-25 mai 2008            | Novi Sad         | 4 premiers de chaque catégorie                                                                          | | |
| 1er tournoi de qualification Olympique en lutte libre         | 19-20 avril 2008          | Martigny         | | 4 premiers de chaque catégorie                                                                          | |
| 2e tournoi de qualification Olympique en lutte libre          | 3-4 mai 2008              | Varsovie         | | 3 premiers de chaque catégorie                                                                          | |
| 1er tournoi féminin de qualification Olympique en lutte libre | 17-18 mai 2008            | Edmonton         | | | 2 premières de chaque catégorie                                                                         |
| 2e tournoi féminin de qualification Olympique en lutte libre  | 31 mai au 1er juin 2008   | Haparanda        | | | 2 premières de chaque catégorie                                                                         |
| Dernières places à attribuer                                  |                           |                  | 7 invitations, données de préférence au pays organisateur (Chine) s'il n'a pas obtenu la qualification. | 7 invitations, données de préférence au pays organisateur (Chine) s'il n'a pas obtenu la qualification. | 7 invitations, données de préférence au pays organisateur (Chine) s'il n'a pas obtenu la qualification. |

## Résultats
Voir tous les résultats épreuves par épreuves : Lutte aux Jeux olympiques d'été de 2008, résultats détaillés

### Lutte libre Femmes
| Épreuves   | Or            | Argent           | Bronze                              |
| ---------- | ------------- | ---------------- | ----------------------------------- |
| - de 48 kg | Carol Huynh   | Chiharu Ichō     | Iryna Merleni Mariya Stadnik        |
| - de 55 kg | Saori Yoshida | Xu Li            | Jackeline Rentería Tonya Verbeek    |
| - de 63 kg | Kaori Ichō    | Alena Kartashova | Randi Miller Yelena Shalygina       |
| - de 72 kg | Wang Jiao     | Stanka Zlateva   | Kyōko Hamaguchi Agnieszka Wieszczek |

### Lutte libre Hommes
| Épreuves    | Or                   | Argent             | Bronze                                 |
| ----------- | -------------------- | ------------------ | -------------------------------------- |
| - de 55 kg  | Henry Cejudo         | Tomohiro Matsunaga | Radoslav Velikov Besik Kudukhov        |
| - de 60 kg  | Mavlet Batirov       | Kenichi Yumoto*    | Bazar Bazarguruev Seyedmorad Mohammadi |
| - de 66 kg  | Ramazan Şahin        | Andriy Stadnik     | Sushil Kumar Otar Tushishvili          |
| - de 74 kg  | Buvaysa Saytiev      | Murad Haydarau     | Kiril Terziev Gheorghita Stephan       |
| - de 84 kg  | Revazi Mindorashvili | Yusup Abdusalomov  | Taras Danko Georgy Ketoev              |
| - de 96 kg  | Shirvani Muradov     | George Gogshelidze | Michel Batista Martinez Xetaq Qazyumov |
| - de 120 kg | Bakhtiyar Akhmedov * | David Musuľbes     | Disney Rodriguez Marid Mutalimov       |

- Le 5 avril 2017, le CIO annonce la disqualification pour dopage d'Artur Taymazov, qui avait remporté l'or en -120 kg, et de Vasyl Fedoryshyn, qui avait été finaliste chez les -60 kg, à la suite de la ré-analyse de leurs échantillons[1].

### Lutte gréco-romaine Hommes
| Épreuves    | Or                 | Argent               | Bronze                                       |
| ----------- | ------------------ | -------------------- | -------------------------------------------- |
| - de 55 kg  | Nazir Mankiev      | Rövşən Bayramov      | Roman Amoyan Park Eun-chul                   |
| - de 60 kg  | Islam-Beka Albiyev | Nurbakyt Tengizbayev | Ruslan Tiumenbaev Jiang Sheng                |
| - de 66 kg  | Steeve Guénot      | Kanatbek Begaliev    | Armen Vardanyan Mikhail Siamionau            |
| - de 74 kg  | Manuchar Kvirkelia | Chang Yongxiang      | Christophe Guénot Yavor Yanakiev             |
| - de 84 kg  | Andrea Minguzzi    | Zoltán Fodor         | Nazmi Avluca Seconde médaille non distribuée |
| - de 96 kg  | Aslanbek Khouchtov | Mirko Englich        | Marek Švec Adam Wheeler                      |
| - de 120 kg | Mijaín López       | Mindaugas Mizgaitis  | Yuri Patrikeyev Yannick Szczepaniak          |

## Tableau des médailles
| Rang | Nation             | Or | Argent | Bronze | Total |
| ---- | ------------------ | -- | ------ | ------ | ----- |
| 1    | Russie             | 7  | 1      | 2      | 10    |
| 2    | Japon              | 2  | 3      | 1      | 6     |
| 3    | Géorgie            | 2  | 1      | 1      | 4     |
| 4    | Chine              | 1  | 2      | 1      | 4     |
| 5    | France             | 1  | 0      | 2      | 3     |
| -    | États-Unis         | 1  | 0      | 2      | 3     |
| 7    | Canada             | 1  | 0      | 1      | 2     |
| -    | Cuba               | 1  | 0      | 2      | 3     |
| -    | Turquie            | 1  | 0      | 1      | 2     |
| 10   | Italie             | 1  | 0      | 0      | 1     |
| -    | Ouzbékistan        | 1  | 0      | 0      | 1     |
| 12   | Ukraine            | 0  | 1      | 3      | 4     |
| 13   | Bulgarie           | 0  | 1      | 3      | 4     |
| 14   | Azerbaïdjan        | 0  | 1      | 2      | 3     |
| -    | Kazakhstan         | 0  | 1      | 2      | 3     |
| -    | Kirghizistan       | 0  | 1      | 2      | 3     |
| 17   | Biélorussie        | 0  | 1      | 1      | 2     |
| 18   | Allemagne          | 0  | 1      | 0      | 1     |
| -    | Hongrie            | 0  | 1      | 0      | 1     |
| -    | Lituanie           | 0  | 1      | 0      | 1     |
| -    | Tadjikistan        | 0  | 1      | 0      | 1     |
| -    | Slovaquie          | 0  | 1      | 0      | 1     |
| -    | Arménie            | 0  | 0      | 2      | 2     |
| 24   | Colombie           | 0  | 0      | 1      | 1     |
| -    | République tchèque | 0  | 0      | 1      | 1     |
| -    | Inde               | 0  | 0      | 1      | 1     |
| -    | Iran               | 0  | 0      | 1      | 1     |
| -    | Corée du Sud       | 0  | 0      | 1      | 1     |
| -    | Pologne            | 0  | 0      | 1      | 1     |
| -    | Roumanie           | 0  | 0      | 1      | 1     |
| -    |                    |    |        |        |       |